# Takigawa Keisuke
Keisuke Takigawa (sinh ngày 18 tháng 4 năm 1986) là một cầu thủ bóng đá người Nhật Bản.

## Sự nghiệp câu lạc bộ
Keisuke Takigawa đã từng chơi cho Shonan Bellmare.